# Canlers
Canlers település Franciaországban, Pas-de-Calais megyében. Lakosainak száma 163 fő (2022. január 1.). Canlers Fruges, Ruisseauville, Tramecourt, Verchin és Azincourt községekkel határos.

## Népesség
A település népességének változása:
| Lakosok száma | 174  | 165  | 173  | 159  | 157  | 154  | 152  | 158  | 163  |
|               | 2013 | 2015 | 2016 | 2017 | 2018 | 2019 | 2020 | 2021 | 2022 |